# Barrhoppspindel
Barrhoppspindel (Dendryphantes rudis) är en spindelart som först beskrevs av Carl Jakob Sundevall 1832 [1833.  Barrhoppspindel ingår i släktet Dendryphantes och familjen hoppspindlar. Arten är reproducerande i Sverige. Inga underarter finns listade.

## Bildgalleri

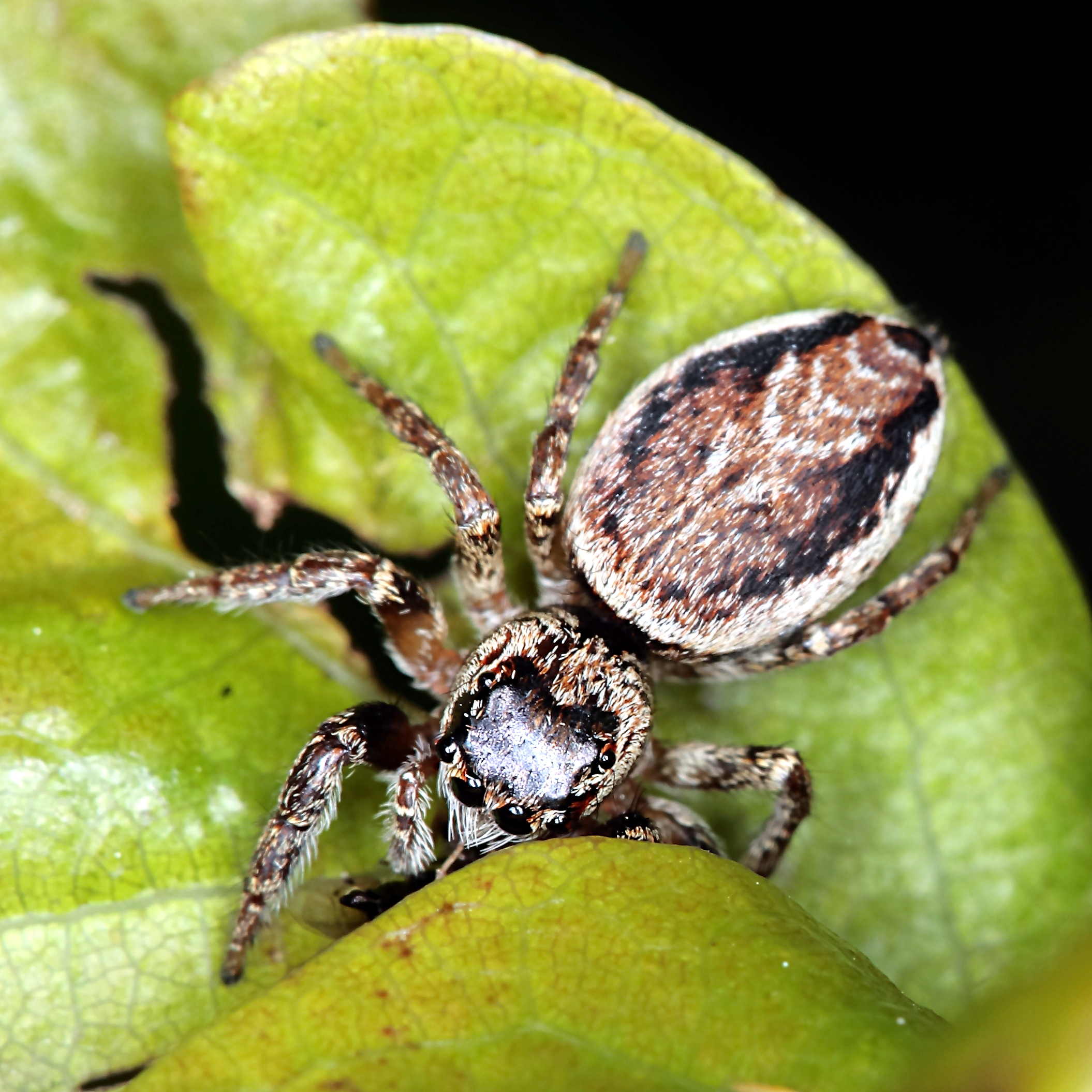
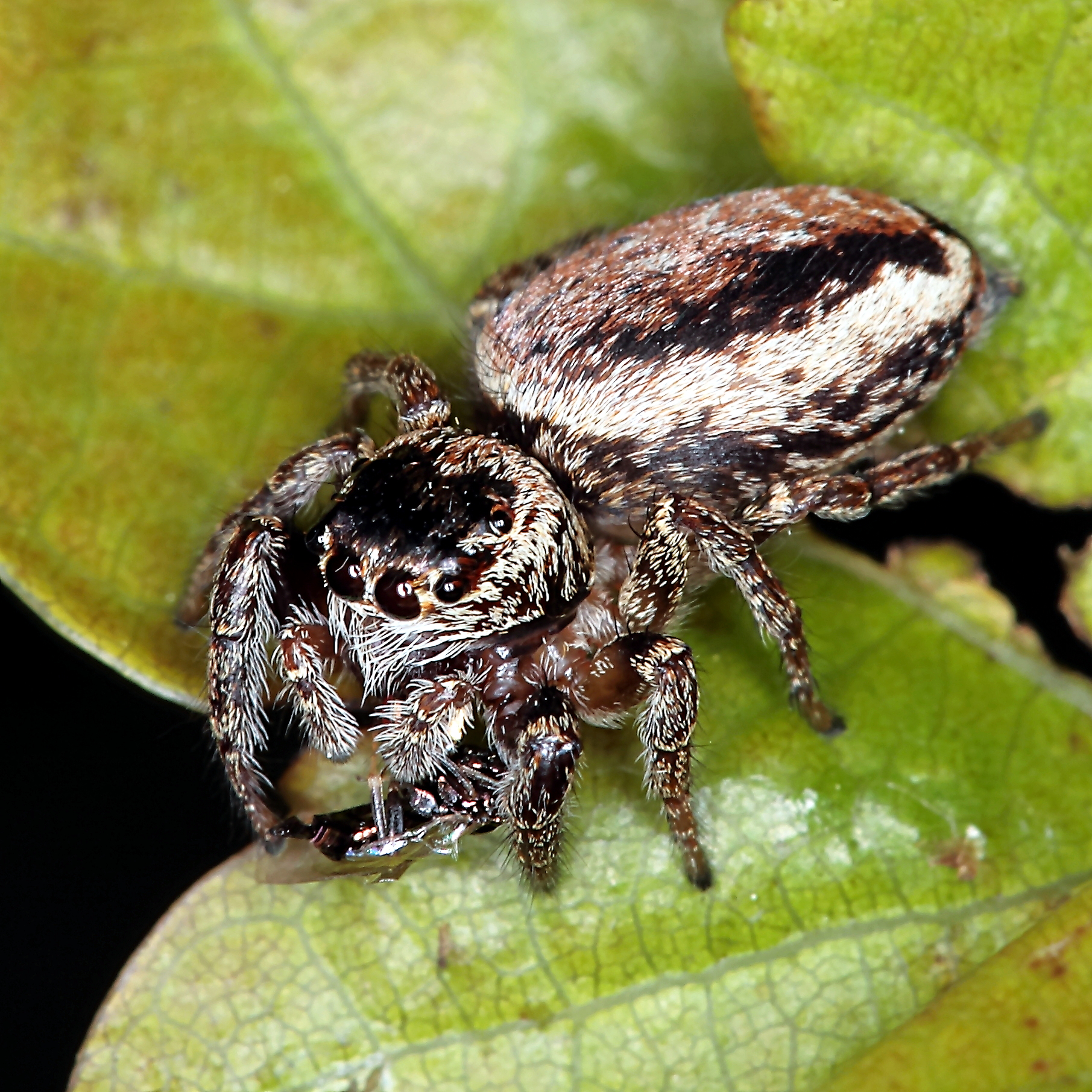
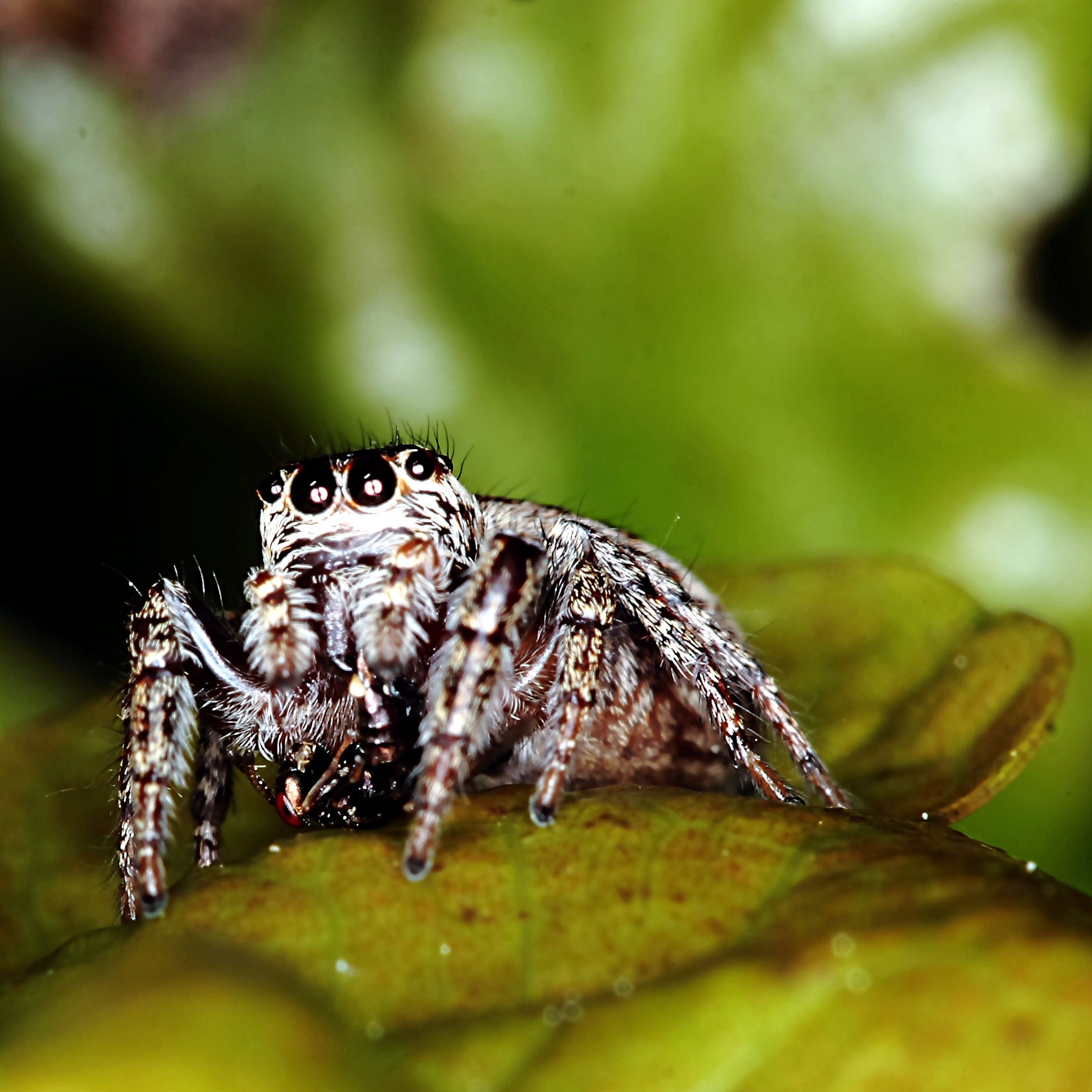
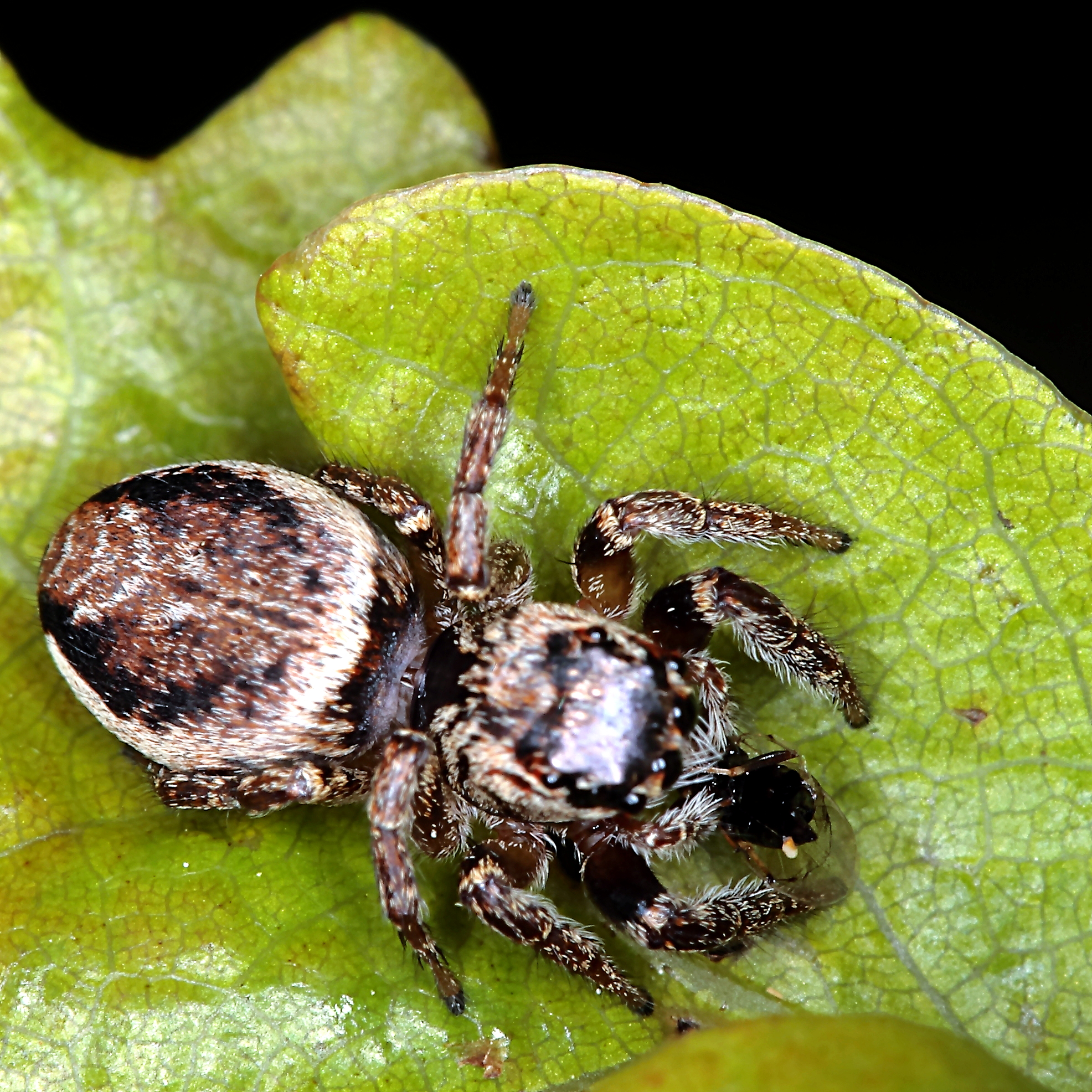
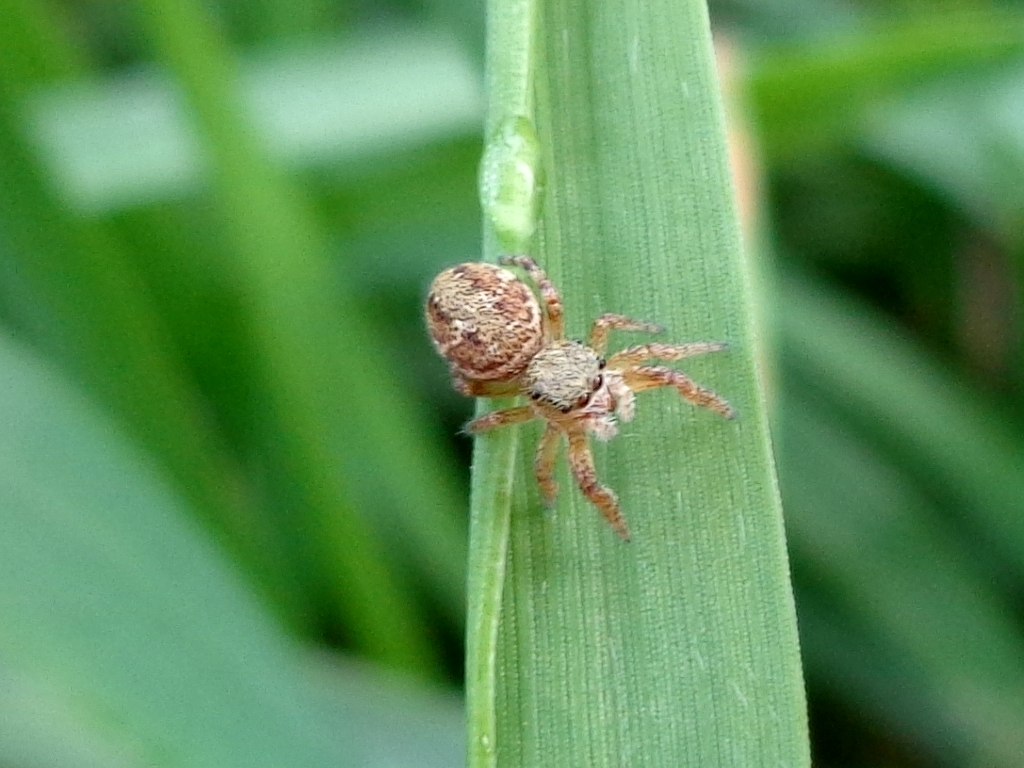